# Central Railway of New Brunswick
Die Central Railway of New Brunswick war eine Eisenbahngesellschaft in der kanadischen Provinz New Brunswick. Sie wurde 1871 gegründet, um eine Verbindung von der Strecke Saint John–Moncton der Intercolonial Railway zur Provinzhauptstadt Fredericton zu bauen. Die Strecke sollte nördlich um den Grand Lake herumführen. Die Strecke schloss in Norton an die Intercolonial an und führte von dort nach Norden. 1888 war Chipman am Nordrand des Grand Lake erreicht, die Bauarbeiten wurden dann jedoch zunächst eingestellt. Die Länge der normalspurigen Strecke betrug bis dahin 72 Kilometer.
Mitte der 1880er Jahre erwarb die Central Railway die St. Martins and Upham Railway, die eine Stichstrecke von der Intercolonial an die Küste gebaut hatte. Da die beiden Strecken außer der Intercolonial keine Verbindung untereinander hatten und eine eigene Verbindungsstrecke nicht rentabel erschien, verkaufte man die Bahn 1897 wieder und sie wurde als Hampton and St. Martins Railway wieder selbständig.
1903 baute die New Brunswick Coal and Railway (NBCR) die Verlängerung der Strecke über Chipman hinaus, kam jedoch auch nur bis Minto. Im gleichen Jahr kaufte die NBCR die Central Railway auf und betrieb die Strecke Norton–Minto weiter. 1914 pachtete die Canadian Pacific Railway die heute stillgelegte Strecke.